# Діонісій Молодший

Володіння Діонісія Молодшого

Діонісій Молодший, також Діонісій II Сиракузький (396 — 337 до н. е.) — тиран Сиракуз з 367 по 357 роки дон. е. (перший раз) та з 346 по 344 роки до н. е. (другий раз). Син тирана Діонісія I та знатної мешканки Локр — Доріс.

## Перше володарювання
При підтримці найманців свого батька Діонісій захопив владу. Перші роки він користався порадами Діона, свого дядька, навіть в якихось напрямках дозволяв собою керувати.
В цей час продовжувалася війна з Карфагеном (у 364 році до н. е. було укладено перемир'я). Попри це Діонісій Молодший знизив військовий податок на три роки. 3 000 засуджених за борги з податків були прощені та отримали волю. До того ж у 367 році до н. е. він спрямував листа із запрошенням філософу Платону. Тим більше, що Платон був другом Діона. Платон прибув до Сиракуз у 366 році до н. е. Під впливу філософа Діонісій Молодший відмовив від розкішного способу життя, почав виказувати думки щодо відмови від тиранії.
Поступово внаслідок підозр щодо Діона (його намагання вести перемовини з карфагенянами без огляду на Діонісія, інші антитиранічні думки й дії) Діонісій відсторонив його від владних повноважень Діон, а слідом за й Платон відправилися до Коринфу. У 361 році до н. е. Діонісій знову запросив Платона до себе, але той був у Сиракузах неначе полонений і навесні 360 року до н. е. покинув місто. Вест час перебування Платона у Сиракузах його супутники досліджували антитиранські настрої у громаді.
Водночас Діонісій Молодший дозволив мешканцям колишнього міста Наксос відродити громаду Тавроменія. Також за його розпорядженям почали відновлювати місто Регій під новою назвою Фойбея, де було розміщено військовий гарнізон. В цілому зовнішня політика Діонісія Молодшого спрямовувалася на захист вже існуючих володінь. У Нижній Італії він боровся з місцевим племенем луканійців, які атакували його володіння. Після оборони власної території була укладена мирна угода (359 рік до н. е.). З вільними міста Тарентської затоку у Сиракуз склалися мирні стосунки. Це дозволило закласти два нових міста в Апулії. Крім того Діонісій Молодший був у союзницьких відносинах зі Спартою.
Але в цілому авторитет Діонісія Молодшого згасав, його спроби зробити тиранію більш цивілізованою зазнали невдачі. Тому, коли у серпні 357 року до н. е. Діон висадився на західному узбережжі Сицилії із загоном найманців у 600 осіб при підтримці карфагенського воєначальника у місті Міноя, то він швидко захопив міста Гелу, Аграгант, Камарину. Після цього Діон отримав допомогу від сікулів та сіканів. До Сиракуз Діон дійшов з 2000 вояків. Південна Італія теж повстала. При цьому жителі Сиракуз відкрили ворота Діону. В руках прихильників Діонісія Молодшого залишилися острови Ортігія та Ахрадіна. Проте з Еллади на допомогу Діону прибув Гераклід з 20 трієрами та 1600 вояками. В цій ситуації Діонісій передав командування на Ортігії своєму синові Аполлократу, а сам відправився до Італії. Звідси від спорядив флот з харцями та озброєнням на допомогу синові на чолі з неаполітанцем Ніпсієм.
Врешті-решт згідно з угодою між Діонісієм і Діоном останній відмовлявся від влади над Сиракузами, але отримував право завоювати інші міста Сицилії. Ще якийсь час точилася боротьба за владу на острові, але Діонісій Молодший практично втратив все, що залишив йому батько. У 355 році до н. е. його син Аполлократ покинув Ортігію і з п'ятьма кораблями попрямував до батька у південну Італію.

## Друге правління
Весь час після свого відсторонення від влади Діонісій Молодший перебував у Локрах, на батьківщині своєї матері. У 352 році до н. е. з метою створити базу для подальшого відновлення своєї влади у Сиракузах він став тираном Локр. В цей же час полководець Калліпп скинув Діона, захопив владу у Сиракузах, після чого зумів оволодіти Катаною та Регієм. Незабаром той загинув, а в Сиракузах подовжився політичний хаос.
У 346 році до н. е. скориставшись слабкістю тирана Сиракуз Нісея (свого зведеного брата), Діонісій Молодший захопив місто. Але як тільки Діонісій відправився з Локр, його мешканці повстали, відновили свободу та стратили дружину Діонісія Софросіну й двох його доньок.
У Сиракузах Діонісій відразу стикнувся з трьома супротивниками: тираном Леонтін Гікетом, карфагенянами і Тімолеонтом, якого відправив Коринф, щоб відновити волю усіх міст Сицилії. Вся ця складна ситуація змусила Діонісія Молодшого здатися Тімолеонту, який стояв військовим табором під Катаною (344 рік до н. е.).

## Останні роки
Діонісія Молодшого відправили до Коринфу, де він спокійно жив до смерті. Тут він зустрічався з царем Македонії Філіппом, листувався з філософом Аристоксеном. В цілому ж колишній тиран займався філософськими вправами.

## Родина
Дружина — Софросіна, донька Діонісія I, тирана Сиракуз
Діти:
- Аполлократ (375—347 до н. е.)
- син
- 2 доньки

## Образ в літературі
Діонісій II Сиракузький виступає одним з головним діючих персонажів в романі «Маска Аполлона» британської письменниці Мері Рено. Значна увага приділяється реалістичному опису міста Сиракузи доби Діонісія: його городян, деяких споруд, зокрема театру, а також облаштування фортеці Ортігія.